# پلیس اسلامی
پلیس دینی اسلامی (همچنین مطوعین یا داوطلبان) (انگلیسی: Islamic religious police) نیروی پلیسی است که مسؤولیت اجرایی کردن احکام اسلام را در برخی از کشورهای مسلمان بر عهده دارد.

## کشورهای دارای پلیس اسلامی

### عربستان
کمیته‌ای به نام امر به معروف و نهی از منکر در عربستان سعودی وجود دارد که وظیفه دارد امر به معروف و نهی از منکر را طبق احکام اسلام در عربستان سعودی اجرا کند. این گروه در آتش‌سوزی سال ۲۰۰۲ میلادی در مدرسه دختران مکه جلوی دخترانی که می‌خواستند از آتش بگریزند و از مدرسه خارج شوند را به دلیل آنکه آن‌ها حجابشان کامل نبود گرفت که باعث زنده‌سوزی ۱۵ دختر و جراحت بیش از ۵۰ دختر دیگر شد که انتقادات بین‌المللی را از این گروه در پی داشت.

### ایران
در ایران گروهی در شهرها به نام «پلیس امنیت اخلاقی» وجود دارد که پوشیدن حجاب توسط بانوانی که در ایران حضور دارند را کنترل می‌کند.
- سردار علیرضا اکبر شاهی فرمانده انتظامی استان تهران (نیمه خرداد۱۳۸۷): از دستگیری ۱۰۹۸ زن به دلیل پوشش و ارسال ۱۱۴ نفر به دادگاه و دستگیری ۸۳ نفر به دلیل برگزاری مراسم جشن و میهمانی خبر داد.[۳]

همچنین اداره ارشاد کرمان نیز استفاده از رنگ‌های سفید و زرد و قرمز را برای زنان در ادارت تابعه ممنوع و آنها را جلف نامید.
در تاریخ: ۱ تیر ۱۴۰۴ پس از شروع آتش‌بس، پلیس امنیت اخلاقی، فعالیت خود را از سر گرفته و گزارش‌هایی منتشر شده که نشان می‌دهد افراد مختلف، به دلیل تخلفات پوششی، مانند جوراب‌های نازک و یا نداشتن روسری، متوقف و مورد بازجویی قرار گرفته‌اند.